# Аленж
Аленж (фр. Allinges) насеље је и општина у источној Француској у региону Рона-Алпи, у департману Горња Савоја која припада префектури Тонон ле Бен.
По подацима из 2011. године у општини је живело 4.092 становника, а густина насељености је износила 272,62 становника/km². Општина се простире на површини од 15,01 km². Налази се на средњој надморској висини од 639 метара (максималној 750 m, а минималној 438 m).

## Демографија
| 1962. | 1968. | 1975. | 1982. | 1990. | 1999. | 2011. |
| ----- | ----- | ----- | ----- | ----- | ----- | ----- |
| 903   | 1.115 | 1.576 | 2.098 | 2.627 | 3.021 | 4.092 |

График промене броја становника у току последњих година